# 藤原頼宗
藤原 頼宗（ふじわら の よりむね、正暦4年〈993年〉 - 康平8年〈1065年〉）は、平安時代中期の公卿・歌人。藤原北家、摂政太政大臣・藤原道長の次男。官位は従一位・右大臣。堀河右大臣と号す。

## 経歴
幼名は巖。道長の正室とされたのは頼宗らの母の源明子ではなく、源倫子であったため、倫子腹の異母兄弟である頼通・教通に比べ、頼宗の昇進は遅れた。
寛弘元年（1004年）元服。前年に長兄の頼通は元服同時に正五位下に叙せられたが、頼宗は従五位上への叙位に留まり、既にこの時点で昇進に差を付けられる。翌寛弘2年（1005年）侍従次いで右兵衛権佐に任官。一条朝後期に近衛少/中将を務めた。
三条朝初頭の寛弘8年（1011年）異母弟の教通に1年遅れて従三位に叙せられて公卿に列す。寛弘9年（1012年）正三位、長和2年（1013年）従二位と昇進を重ね、長和3年（1014年）権中納言に任ぜられた。
後一条朝に入ると寛仁元年（1017年）皇太后宮権大夫を兼ね、異母姉の皇太后（のち太皇太后）・藤原彰子に仕える。治安元年（1021年）に権大納言に昇任する傍らで、春宮大夫を兼ね、春宮・敦良親王に仕えた。寛仁2年（1018年）正二位。
長元9年（1036年）敦良親王が即位（後朱雀天皇）するが、既に頼宗は正二位であった上に、大臣の席は異母兄弟の頼通（左大臣）・教通（内大臣）や長老格の藤原実資（右大臣）で埋まっていたため、頼宗は春宮大夫の功労による昇進には与ることができなかった。翌長元10年（1037年）親仁親王が春宮に冊立されると、頼宗は再び春宮大夫を兼ねる。
寛徳2年（1045年）親仁親王が践祚（後冷泉天皇）し、春宮にはその弟の尊仁親王が立てられる。ここで春宮大夫は能信（頼宗の同母弟）が務めることになり、頼宗は三代続いての春宮大夫とはならなかった。同年右近衛大将を兼ねている。寛徳3年（1046年）ほぼ四半世紀の長きに亘って右大臣を務めた藤原実資が没して大臣の席が空いたため、翌永承2年（1047年）頼宗はようやく内大臣に昇進した。
天喜6年（1058年）異母弟の右大臣・藤原教通とともに従一位に叙せられる。康平3年（1060年）関白・藤原頼通が嫡男の師実の内大臣就任と引き替えに左大臣を辞任したことから、順送り人事で頼宗は右大臣に昇任された。
康平7年（1064年）12月に子息の能季を参議に任官させる代わりに頼宗は右大将を辞任する。翌康平8年（1065年）正月5日に病のために出家し、2月3日に薨去。享年73。

## 人物
和歌に優れ、『後拾遺和歌集』（18首）以降の勅撰和歌集に計41首が入集。家集に『堀河右大臣集（入道右大臣集）』がある。歌人として紀貫之・平兼盛と並び称されることがあった一方、「この右府ののしる歌は、みな凡俗の境にのぞめり」（『八雲御抄』）との評価もある。藤原俊成の師・藤原基俊は孫となる。また、大弐三位、小式部内侍らの女流歌人を愛人にしていたという。極度の近眼で内裏を歩く時につまづくこともあり嘲笑されていたと伝えられている。

## 官歴
注記のないものは『公卿補任』による。
- 寛弘元年（1004年） 12月26日：従五位上（元服日）
- 寛弘2年（1005年） 正月：侍従。6月：右兵衛権佐
- 寛弘3年（1006年） 3月4日：正五位下（自東三条第還御一条院賞）
- 寛弘4年（1007年） 正月28日：右近衛少将[4]
- 寛弘5年（1008年） 正月5日：従四位下（一品内親王御給）[4]。正月28日：左近衛少将兼美作権介[4]
- 寛弘6年（1009年） 3月20日：右近衛権中将[4]。12月26日：従四位上（東宮年来御琵琶第、今日移御他所次賞）
- 寛弘7年（1010年） 11月28日：正四位下（自東三条第還御一条院賞）
- 寛弘8年（1011年） 8月11日：従三位（主上自東三条第入御内裏之次有此賞）、中将如元止権介
- 寛弘9年（1012年） 4月27日：正三位（中宮初入初日、依御傍親賞）
- 長和2年（1013年） 正月：兼備中権守。9月16日：従二位（行幸中宮次賞）
- 長和3年（1014年） 3月28日：権中納言。9月20日：勅授帯剣
- 長和5年（1016年） 正月29日：勅授。4月28日：兼右衛門督。7月17日：検非違使別当
- 寛仁元年（1017年） 4月3日：兼左衛門督。8月30日：兼皇太后宮権大夫（皇太后・藤原彰子）
- 寛仁2年（1018年） 10月16日：兼太皇太后宮権大夫。10月22日：正二位（行幸上東門院賞）
- 寛仁4年（1020年） 4月7日：辞別当
- 治安元年（1021年） 7月5日：権大納言。7月28日：大夫如元。8月29日：兼春宮大夫（春宮・敦良親王）
- 万寿5年（1028年） 2月19日：兼按察使
- 長元6年（1033年） 日付不詳：辞按察使[5]
- 長元9年（1036年） 4月17日：止大夫（依践祚也）
- 長元10年（1037年） 8月17日：兼春宮大夫（冊立日、春宮・親仁親王）
- 寛徳2年（1045年） 正月16日：止大夫（依践祚也）。11月23日：兼右近衛大将
- 永承2年（1047年） 8月1日：内大臣。8月9日：右大将如元。7月22日：蒙宣旨
- 永承4年（1049年） 7月22日：服解（母喪）。10月19日：復任
- 天喜5年（1057年） 11月15日：聴輦車
- 天喜6年（1058年） 正月：従一位、聴輦車
- 康平3年（1060年） 7月17日：右大臣、右大将如元
- 康平7年（1064年） 12月19日：辞大将（以男能季申任参議）
- 康平8年（1065年） 正月5日：出家。2月3日：薨去

## 系譜
- 父：藤原道長
- 母：源明子 - 源高明の娘、盛明親王養女
- 妻：藤原伊周の娘（?-1034）
  - 長男：藤原兼頼（1014-1063）
  - 次男：藤原俊家（1019-1082）
  - 四男：藤原能長（1022-1082） - 藤原能信養子
  - 長女：院の上（1011-1062） - 敦明親王（小一条院）妃
  - 次女：藤原延子（1016-1095） - 脩子内親王養女、後朱雀天皇女御
  - 三女：藤原昭子 - 後三条天皇女御
- 妻：源公子 - 源高雅の娘
  - 三男：藤原基貞（1020-?）
- 妻：藤原親時の娘
  - 五男：藤原能季（1039-1077）
- 生母不詳の子女
  - 男子：頼観
  - 女子：源師房室 - 源師忠母

正室は、父・道長のライバルであった従兄・藤原伊周の長女であり、その間の孫娘・藤原全子が頼通の孫藤原師通（妹・藤原尊子の孫でもある）に嫁いで嫡男・忠実を生んだ。そのため女系ながらも、伊周や頼宗の血筋は五摂家に繋がっている。頼宗の子孫は中御門流として続き藤原伊通は太政大臣に至り、鎌倉時代以降は羽林家の家格を有した。

## 関連作品
テレビドラマ
- 女人連祷（1958年、CBCテレビ、演 : 柴田伸之）
- 炎立つ（1993年、NHK大河ドラマ、演 : 津村鷹志）
- 光る君へ（2024年、NHK大河ドラマ、演：上村海成）

## 関連文献
- 藤原頼宗. “入道右大臣集（宮内庁書陵部所蔵本）”. 国書データベース.  国文学研究資料館. 2024年3月19日閲覧。